# Metrichia rawlinsi
Metrichia rawlinsi is een schietmot uit de familie Hydroptilidae. De soort komt voor in het Neotropisch gebied.